# Cucurbitaria bicolor
Cucurbitaria bicolor är en svampart som beskrevs av Fuckel 1871. Cucurbitaria bicolor ingår i släktet Cucurbitaria och familjen Cucurbitariaceae.   Inga underarter finns listade i Catalogue of Life.